# Martin Ides
Martin Ides, né le 3 mai 1980, à Krmelín, en Tchécoslovaquie, est un ancien joueur et entraîneur de basket-ball tchèque naturalisé allemand. Il évolue durant sa carrière au poste de pivot.